# Cepegillettea myricae
Cepegillettea myricae är en insektsart som först beskrevs av Patch 1923.  Cepegillettea myricae ingår i släktet Cepegillettea och familjen långrörsbladlöss. Inga underarter finns listade i Catalogue of Life.